# Théodore Godefroy
Théodore Godefroy (Ginevra, 1580 – Münster, 1649) è stato uno storico francese.
Figlio del celeberrimo giurista Denis Godefroy, abiurò il calvinismo nel 1602 e fu chiamato a Parigi in quello stesso anno. Divenuto storiografo di corte nel 1613, partecipò al congresso di Münster nel 1648, ma morì poco dopo.